# Тридцять шість видів Фудзі
Тридцять шість видів Фудзі (яп. 富嶽三十六景, ふがくさんじゅうろっけい Фуґаку Сандзюроккеі) — серія з 46 (36+10 додаткових) кольорових гравюр на дереві японського художника Кацусіки Хокусая.
На всіх гравюрах, включаючи найвідомішу японську гравюру Велика хвиля в Канаґава, присутнє зображення священної гори Японії — Фудзі.

## Історія створення
Перші чернетки до цієї серії Кацусіка Хокусай почав робити ще в 1826 році, коли йому було близько 70 років.
Хокусай усвідомлював значення своїх гравюр: у передмові до своєї книги 100 видів на гору Фудзі він писав, що ніщо зі створеного ним за попередні 70 років не може зрівнятися з ними. Проте, і він, і видавець серії Нісімура Ехаті, були вражені успіхом серії.
Спочатку планувалося видати 36 гравюр. Фудзі зображена на них з лицьової сторони, тобто з боку Едо (нині Токіо), тому ці гравюри називаються омоте Фудзі (з лицьової сторони).
Вже наприкінці 1830 року видавництво повідомило про плани випуску більш ніж 100 нових видів гори Фудзі, однак вийшло (в 1831—1833 роках) тільки 10 з них, тому серія складається всього з 46 аркушів. На цих 10 гравюрах гора зображена переважно із західної сторони, тому вони називаються ура Фудзі (зі зворотної сторони). На первісних 36 аркушах контури зображень промальовані синім кольором, на додаткових 10 аркушах зображення виконане з чорним контуром, що повністю змінює кольорову гаму гравюр.

## Список
Цей список складений у порядку, який зазвичай використовується в мистецтвознавчій літературі.

### 36 гравюр
| №  | Зображення | Українська назва                                        | Японська назва           | Транскрипція                                  |
| -- | ---------- | ------------------------------------------------------- | ------------------------ | --------------------------------------------- |
| 1  |            | «Велика хвиля в Канаґава»                               | 神奈川沖浪裏             | канаґава окі наміура                          |
| 2  |            | «Ніжний вітер. Ясний ранок» чи «Червона Фудзі»          | 凱風快晴                 | ґайфу: кайсей                                 |
| 3  |            | «Несподіваний дощ під горою»                            | 山下白雨                 | санка хакуу                                   |
| 4  |            | «Міст Маннен в Фукуґава»                                | 深川万年橋下             | фукаґава маннембасі но сіта                   |
| 5  |            | «Район Сундай в Едо»                                    | 東都駿台                 | то:то сундай                                  |
| 6  |            | «Крива сосна в Аояма»                                   | 青山円座松               | аояма ендза но мацу                           |
| 7  |            | «Міст Сендзю в провінції Мусасі»                        | 武州千住                 | бусю: сендзю                                  |
| 8  |            | «Річка Тама в провінції Мусасі»                         | 武州玉川                 | бусю: тамаґава                                |
| 9  |            | «Гірський перевал в Косю»                               | 甲州犬目峠               | ко:сю: інумето:ґе                             |
| 10 |            | «Рівнина Фудзіміґахара в провінції Оварі»               | 尾州不二見原             | бісю: фудзіміґахара                           |
| 11 |            | «Храм Хонґандзі в Асакуса»                              | 東都浅草本願寺           | то:то асакуса хонґандзі                       |
| 12 |            | «Острів Цукудадзіма в Буйо»                             | 武陽佃島                 | буйо: цукудадзіма                             |
| 13 |            | «Узбережжя Сітіріґахама в Сосю»                         | 相州七里浜               | со:сю: сітіріґахама                           |
| 14 |            | «Місцевість Умедзава в Сосю»                            | 相州梅沢庄               | со:сю: умедзавасяй                            |
| 15 |            | «Кадзікадзава в провінції Кай»                          | 甲州石班沢               | ко:сю: кадзікадзава                           |
| 16 |            | «Перевал Місімаґое в провінції Косю»                    | 甲州三嶌越               | ко:сю: місімато:ґе                            |
| 17 |            | «Озеро Сувако в Сінсю»                                  | 信州諏訪湖               | сінсю: сувако                                 |
| 18 |            | «Бухта Едзірі в провінції Сунсю»                        | 駿州江尻                 | сунсю: едзірі                                 |
| 19 |            | «В горах Тотомі»                                        | 遠江山中                 | то:то:мі сантю:                               |
| 20 |            | «Канал Усіборі в провінції Дзьосю»                      | 常州牛掘                 | дзьо:сю: усіборі                              |
| 21 |            | «Суруґа-тьо в Едо»                                      | 江都駿河町三井見世略図   | то:то суруґатьо: міцуімісе рякудзу            |
| 22 |            | «Нічний вид на міст Рьоґокубасі з берега річки Оммаяґа» | 御厩川岸より両国橋夕陽見 | оммаяґасі йори рьо:ґокубасі но секійо: о міру |
| 23 |            | «Садзае-до, один з 500 храмів Раккандзі»                | 五百らかん寺さざゐどう   | ґохяку ракандзі садзаедо:                     |
| 24 |            | «Сніговий ранок на річці Коісікава»                     | 礫川雪の旦               | коісікава юккі но асіта                       |
| 25 |            | «Село Нижнє Меґуро»                                     | 下目黒                   | сімо меґуро                                   |
| 26 |            | «Водяний млин в Ондені»                                 | 隠田の水車               | онден но суйся                                |
| 27 |            | «Острів Еносіма в провінції Сосю»                       | 相州江の島               | со:сю: еносіма                                |
| 28 |            | «Зображення пляжу Таґоноура в Едзірі, дорога Токайдо»   | 東海道江尻田子の浦略図   | то:кайдо: едзірі таґо но ура рякудзу          |
| 29 |            | «Йосіда на дорозі Токайдо»                              | 東海道吉田               | то:кайдо: йосіда                              |
| 30 |            | «Морський шлях в Кадзуса»                               | 上総の海路               | кадзуса но кайро                              |
| 31 |            | «Міст Ніхонбасі в Едо»                                  | 江戸日本橋               | едо ніхомбасі                                 |
| 32 |            | «Село Секія на річці Сумідаґава»                        | 隅田川関屋の里           | сумідаґава секія но сато                      |
| 33 |            | «Затока Нобото»                                         | 登戸浦                   | нобото ура                                    |
| 34 |            | «Озеро в Хаконе в провінції Сосю»                       | 相州箱根湖水             | со:сю: хаконе но косуй                        |
| 35 |            | «Гора Місака над поверхнею води в Косю»                 | 甲州三坂水面             | ко:сю: місака суймен                          |
| 36 |            | «Район Ходоґая, тракт Токайдо»                          | 東海道保土ケ谷           | то:кайдо: ходоґава                            |

### 10 додаткових
| №  | Зображення | Українська назва                                           | Японська назва         | Транскрипція                          |
| -- | ---------- | ---------------------------------------------------------- | ---------------------- | ------------------------------------- |
| 37 |            | «Річка Татекава в Хондзьо»                                 | 本所立川               | хондзьо татекава                      |
| 38 |            | «Вид на гору Фудзі із розважального кварталу в Сендзю»     | 従千住花街眺望の不二   | сендзю каґай йорі тьо:бо: но фудзі    |
| 39 |            | «Вид на Фудзі з гори Готен'яма у річки Сінаґава»           | 東海道品川御殿山の不二 | то:кайдо: сінаґава ґотет'яма но фудзі |
| 40 |            | «Накахара в провінції Сосю»                                | 相州仲原               | со:сю: накахара                       |
| 41 |            | «Вранішня зоря в Ісава провінції Косю»                     | 甲州伊沢暁             | ко:сю: ісава но акацукі               |
| 42 |            | «Зворотна сторона Фудзі. Вигляд з боку річки Мінобуґава»   | 身延川裏不二           | мінобуґава ура фудзі                  |
| 43 |            | «Оносінден в провінції Сунсю»                              | 駿州大野新田           | сунсю: о:носінден                     |
| 44 |            | «Вид Фудзі з чайних плантацій Катакура в провінції Цуруґа» | 駿州片倉茶園の不二     | сунсю: катакура тяен но фудзі         |
| 45 |            | «Вид на Фудзі із Каная, на шляху Токайдо»                  | 東海道金谷の不二       | то:кайдо: каная но фудзі              |
| 46 |            | «Сходження на гору»                                        | 諸人登山               | сьодзін тодзан                        |

## Інші зображення Фудзі
Зображення гори Фудзі вперше з'явилося в серії сувоїв, які оповідають про життя священника Іппена (1239—1289 роки), потім в роботах художників школи Рімпа. Також серії «100 видів Фудзі» були створені художниками Тайґа (1723—1776) та Бунті (1763—1840).
Кацусіка Хокусай створив ще одну серію гравюр, присвячену Фудзі, — Сто пейзажів Фудзі. Вона була видана в 1834 році у вигляді альбому.
Художник Хіросіге створив однойменну серію Тридцять шість пейзажів Фудзі в 1854—1858 роках.